# ツー・ワン紀州
ツー・ワン紀州（ツー・ワンきしゅう）は和歌山県の地域新聞（新聞協会非加盟）。2020年2月28日付けで廃刊。同年3月5日破産手続き開始。和歌山県御坊市に本社、有田市に支社を置いていた。御坊市と日高郡・田辺市龍神村の各市町村を取材対象に毎週金曜日に本紙を、有田市と有田郡に第1・第3金曜日にありだ元気版を読売新聞、朝日新聞、産経新聞、毎日新聞の四大紙（みなべ町は紀伊民報）に折り込むかたちでフリーペーパー新聞を発行していた。
- 創刊 1997年7月25日
- 紙面立て 週刊紙4～16ページ立て
- 発行部数

【本紙】御坊・日高郡・田辺市龍神村　約17,200部
【ありだ元気版】有田市・有田郡　約19,900部
- 2005年2月19日に不動産事業部（(公社)和歌山県宅地建物取引業協会加盟）を開設している。

## 住所
- 株式会社ツー・ワン紀州 本社

〒644-0011 和歌山県御坊市湯川町財部889
- 株式会社ツー・ワン紀州 有田事務所

〒649-0317 和歌山県有田市古江見15

## 脚註
1. ↑  （株）ツー・ワン紀州（和歌山）／破産手続き開始決定JC-NET 2020/3/23